# Moeda na boca do peixe

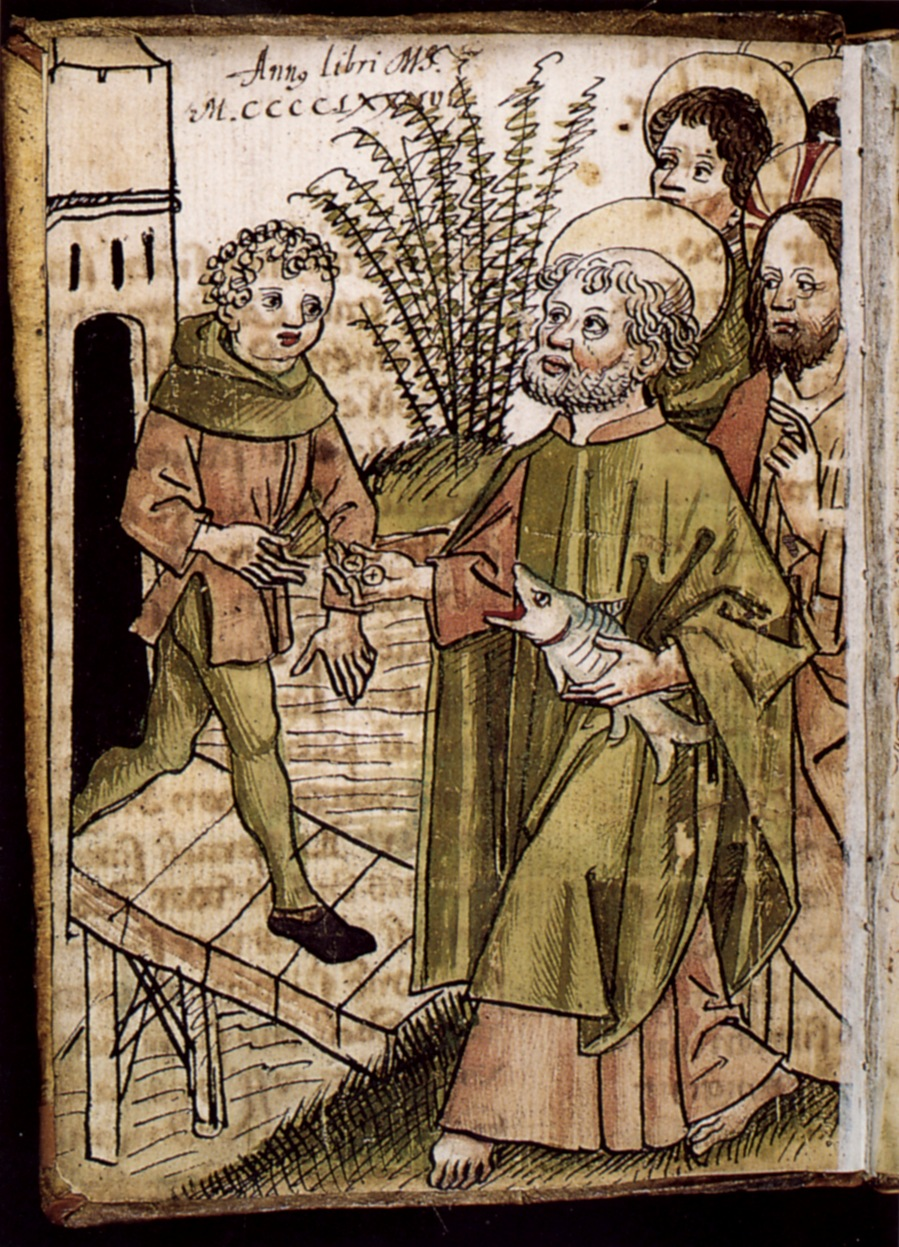
São Pedro retirando a moeda da boca do peixe.
1486. Iluminura no Facetiae Latinae et Germanicae, atualmente na Württembergische Landesbibliothek Stuttgart, Cod. HB V 24a.

O evento conhecido como a Moeda na boca do peixe é um dos milagres de Jesus, narrado em Mateus 17:24–27.

## Narrativa bíblica
De acordo com o evangelho, após Jesus e seus discípulos terem chegado em Cafarnaum, os coletores do imposto de duas dracmas do templo se aproximaram de São Pedro e perguntaram "Não paga vosso Mestre as duas dracmas?", ao que Pedro respondeu "Paga".
Quando o apóstolo entrou na casa, a narrativa continua:
| “ | «Que te parece, Simão? De quem recebem os reis da terra tributo ou imposto? De seus filhos ou dos estranhos? Respondendo ele: Dos estranhos. Concluiu Jesus: Logo são isentos os filhos. Mas para que os não escandalizemos, vai ao mar, lança o anzol, e o primeiro peixe que subir, tira-o; e abrindo-lhe a boca, acharás um estáter. Toma-o e entrega-lhes por mim e por ti.» (Mateus 17:24–27) | ” |

A moeda, equivalente a quatro dracmas, era exatamente a taxa esperada para duas pessoas.
A Bíblia não diz abertamente a espécie do peixe, mas pelo contexto e local da ocorrência, acredita-se tratar-se de uma tilápia. Por este motivo, este peixe também é tradicionalmente denominado de "Saint Peter".